# Municipio de Elm River (Míchigan)
El municipio de Elm River (en inglés: Elm River Township) es un municipio ubicado en el condado de Houghton en el estado estadounidense de Míchigan. En el año 2010 tenía una población de 177 habitantes y una densidad poblacional de 0,73 personas por km².

## Geografía
El municipio de Elm River se encuentra ubicado en las coordenadas 46°53′36″N 88°50′31″O / 46.89333, -88.84194. Según la Oficina del Censo de los Estados Unidos, el municipio tiene una superficie total de 241.53 km², de la cual 236,37 km² corresponden a tierra firme y (2,14 %) 5,16 km² es agua.

## Demografía
Según el censo de 2010, había 177 personas residiendo en el municipio de Elm River. La densidad de población era de 0,73 hab./km². De los 177 habitantes, el municipio de Elm River estaba compuesto por el 98,87 % blancos, el 0,56 % eran amerindios y el 0,56 % eran de una mezcla de razas. Del total de la población el 0 % eran hispanos o latinos de cualquier raza.